# Nomioides arabicus
Nomioides arabicus là một loài Hymenoptera trong họ Halictidae. Loài này được Pesenko mô tả khoa học năm 1983.